# Christus am Kreuz (Victoria and Albert Museum)

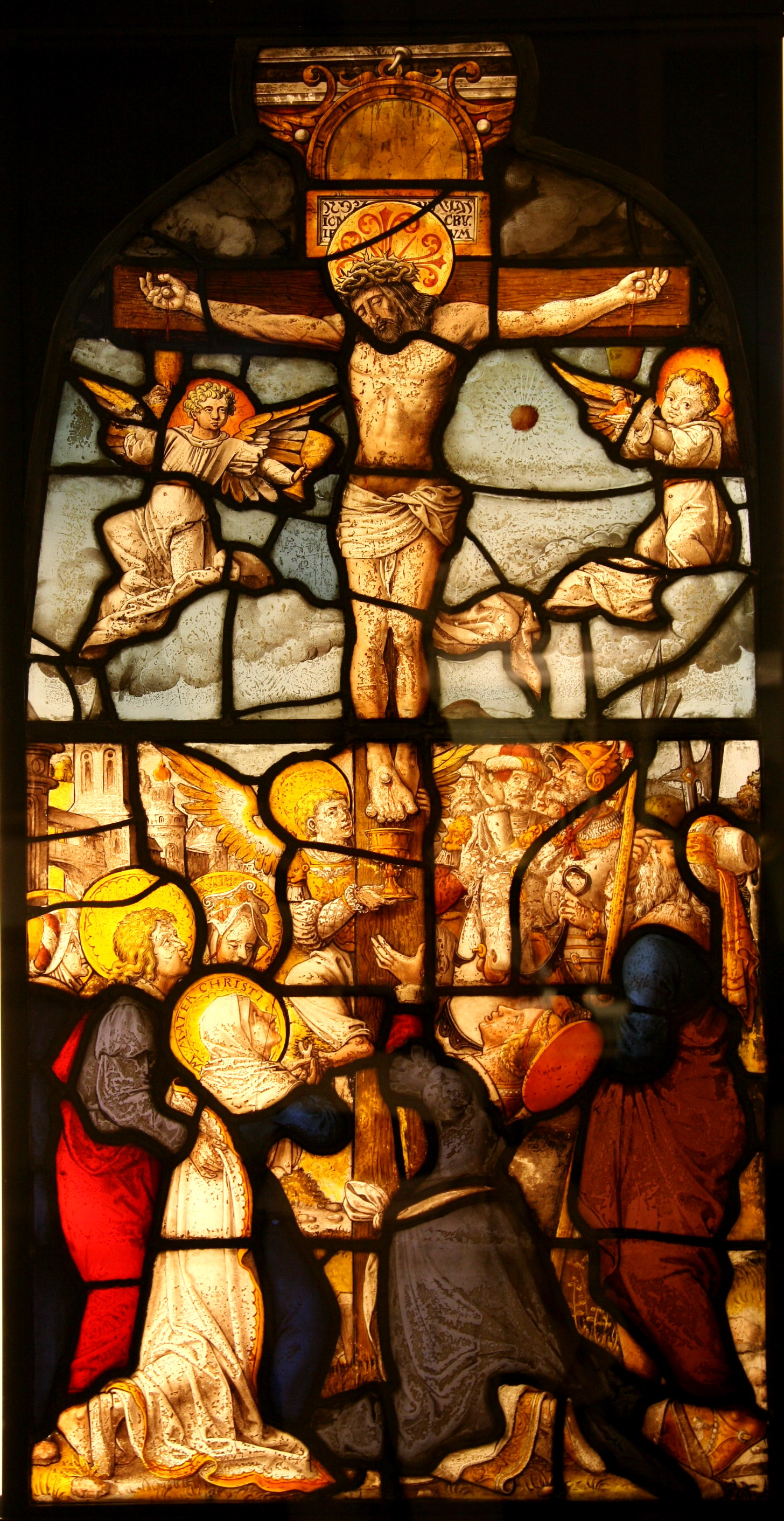
Christus am Kreuz, 1539/40 geschaffen für den Kreuzgang des Klosters Steinfeld

Die Darstellung des Christus am Kreuz ist Teil eines dreibahnigen Bleiglasfensters, das 1539/40 von dem Glasmaler Gerhard Remsich für den Kreuzgang des Klosters Steinfeld geschaffen wurde. Es befindet sich seit 1928 im Victoria and Albert Museum in London.

## Herkunft
Eine Inschrift am unteren Rand des Fensters, die nur in einer Handschrift überliefert ist, nennt als Stifter den Abt Simon Diepenbach und das Jahr 1539. Das gesamte Fenster wurde wohl erst im Jahr 1540 fertiggestellt, denn sein Nachfolger Jakob Panhausen ist ebenfalls mit der Jahreszahl 1540 genannt. Nachdem das Fenster im Kreuzgang des Klosters Steinfeld in der Eifel wegen Kriegswirren fünfmal aus- und wieder eingebaut wurde, wurde es 1785 endgültig entfernt. Nach der Säkularisation kam es über den Kunsthandel 1802 nach England an Earl Brownlow in Ashridge Park. 1928 wurde die Scheibe (mit einer Höhe von 108 cm und einer Breite von 52,9 bis 56,5 cm) mit vielen anderen bei einer Versteigerung von Ernest E. Cook erworben und dem Victoria and Albert Museum (Inventar-Nr. C.251-1928) in London geschenkt.

## Beschreibung
In der Mitte dieses ehemaligen Kreuzgangfensters befand sich die Kreuzigungsszene, rechts von ihm war der Böse Schächer und links davon der Gute Schächer dargestellt. Das Blut des ans Kreuz geschlagenen Christus wird von drei Engeln in Kelchen aufgefangen, was auf die Eucharistie verweist. Am Fuße des Kreuzes kniet die Gottesmutter Maria (im Nimbus steht Mater Christi), die von Johannes dem Evangelisten gehalten wird. Dahinter steht Maria Salome, die ebenfalls auf ihrem Nimbus namentlich genannt wird. Im rechten Vordergrund umarmt Maria Magdalena das Kreuz und blickt bestürzt zu Christus empor. Rechts von ihr steht der blinde Longinus mit der Lanze, der Christus die Seitenwunde zufügte und der nach der Legende, nachdem ihm Blut aus der Wunde Christi in die Augen tropfte, wieder sehend wurde. Hinter dem Kreuz steht der gute Hauptmann mit seinen Soldaten, der im Moment des Todes Christus als Gottes Sohn erkennt.